# Jean Proess
Jean Proess (Dudelange, 29 april 1896 - Luxemburg, 8 juni 1978) was een Luxemburgse atleet. Hij nam deel aan de Olympische Zomerspelen van 1920.

## Belangrijkste resultaten

### Olympische Zomerspelen
| Jaar | Plaats    | Discipline | Onderdeel             | Resultaten                                                                            |
| ---- | --------- | ---------- | --------------------- | ------------------------------------------------------------------------------------- |
| 1920 | Antwerpen | Atletiek   | 400 m (m)             | eerste ronde: 3e (reeks 9)                                                            |
| 1920 | Antwerpen | Atletiek   | 800 m (m)             | eerste ronde: 9e (reeks 1)                                                            |
| 1920 | Antwerpen | Atletiek   | 4x100 m estafette (m) | eerste ronde: 2e (reeks 1) finale: 6esamen met: Paul Hammer Jean Colbach Alex Servais |

### Persoonlijke records
| Onderdeel | Tijd    | Jaar |
| --------- | ------- | ---- |
| 400 m     | 52,6 s. | 1920 |